# Скагвеј (Аљаска)
Скагвеј (енгл. Skagway) насељено је место без административног статуса у америчкој савезној држави Аљаска.
Градић је током 2020. године имао 1240 сталних становника а током пролежа-јесени са сезонским радницима је у градићу живело око 2500 становника (према писању локалног периодичног часописа "Скагвеј Аласкан".

## Турзам
Један од најзначајнијих извора прихода је туризам. Према писању локалних новина током 2022. године град је што са крузера што са јахти и авиона посетило око милион туриста.
За посетиоце се организују туристички излети и посете а у граду се налази велики број продавница: накита, одеће, обуће и сувенира.

### Галерија туризам 2023.г.
- Крузери у луци
- Периодични часопис као водич за туристе.
- Музеј
- Егзотично обучена жена на локалном гробљу прича о историји града

## Град
Град чини једна уздужна главна улица "Бродвеј" и неколико уздужних ужих улица и по две-три попречне уличица са обе стране. Град има луку у коју пристају крузери и јахте и мали аеродром.
Један је од ретких градова на Аљасци који је са Канадом повезан путем и туристичком железницом ("White Pass and Yukon Route" Зграде-куће су махом од дрвета у "Америчком старом стилу" живописних боја. Углавном су трговинске радње  а највише је златара и јувелирница.

### Гајерија "Улице и зграде Скагвеја августа 2023.године"
- Главна улица "Бродвеј" према планинама
- Главна улица "Бродвеј" ка мору
- Статуа строседеоца
- Споменик првим рударима
- Планине под снегом у позадини града
- Локали у главној улици
- Јувелирница и хотел
- Једна од јувелирница
- Инфо центар направљен од грана скупљених у реци
- Златара
- Железничка станица
- Туристички воз

## Демографија
По попису из 2020. године Скагвеј је имао 1240 становника атоком лета град је имао око 2500 становника (становници и сезонски радници).
По попису из 2010. године број становника је 920, што је 58 (6,7%) становника више него 2000. године.
| Група             | 2000.       | 2010.       |
| Белци             | 788 (91,4%) | 824 (89,6%) |
| Афроамериканци    | 0 (0,0%)    | 0 (0,0%)    |
| Азијати           | 5 (0,6%)    | 5 (0,5%)    |
| Хиспаноамериканци | 18 (2,1%)   | 21 (2,3%)   |
| Укупно            | 862         | 920         |

## Историја:"Клондајшка златна грозница"
Град је имао највећи просперитет захваљујуће такозваној "Клондајшкој златној грозници" у периоду 1896.-1899. године. Град је практично основан 1897. године а већ следеће године почела је изградња  пруге „White Pass and Yukon Route“ 1898.-1900. године. У том периоду је кроз град пролазио велики број копача злата који су ишли у потрагу за златом на територије оближње Канаде али су значајан део становништва чинили и радници који су градили пругу.